# Chrysiptera pricei
Chrysiptera pricei és una espècie de peix de la família dels pomacèntrids i de l'ordre dels cipriniformes que es troba al Pacífic occidental central.